# Illud Divinum Insanus
Illud Divinum Insanus – ósmy album studyjny amerykańskiej grupy muzycznej Morbid Angel. Wydawnictwo ukazało się 7 czerwca 2011 roku nakładem wytwórni muzycznej Season of Mist. Płytę poprzedził singel Nevermore który ukazał się 16 maja 2011 roku w formie digital download oraz na 7" płycie winylowej. Oprawę graficzną Illud Divinum Insanus przygotował Gustavo Sazes.

## Lista utworów
Opracowano na podstawie materiału źródłowego.
| Nr  | Tytuł utworu                         | Długość |
| --- | ------------------------------------ | ------- |
| 1.  | „Omni Potens” (utwór instrumentalny) | 2:28    |
| 2.  | „Too Extreme!”                       | 6:13    |
| 3.  | „Existo Vulgoré”                     | 3:59    |
| 4.  | „Blades For Baal”                    | 4:52    |
| 5.  | „I Am Morbid”                        | 5:16    |
| 6.  | „10 More Dead”                       | 4:51    |
| 7.  | „Destructos vs the Earth”            | 7:15    |
| 8.  | „Nevermore”                          | 5:07    |
| 9.  | „Beauty Meets Beast”                 | 4:56    |
| 10. | „Radikult”                           | 7:37    |
| 11. | „Profundis - Mea Culpa”              | 4:05    |
|     |                                      | 56:39   |

## Twórcy
Opracowano na podstawie materiału źródłowego.
| - David Vincent – gitara basowa, keyboard, wokal prowadzący - Trey Azagthoth – gitara rytmiczna, gitara prowadząca - Thor "Destructhor" Myhren – gitara rytmiczna, gitara prowadząca - Tim Yeung – perkusja, instrumenty perkusyjne - Mark Prator – inżynieria dźwięku |  | - Erik Rutan – inżynieria dźwięku - Juan "Punchy" Gonzalez – inżynieria dźwięku - Sean Beavan – inżynieria dźwięku, miksowanie - Gustavo Sazes – okładka, oprawa graficzna - Gunter Ford – management |